# Franciaország hőmérsékleti rekordjainak listája
Franciaország hőmérsékleti rekordjainak listája az ország hőmérsékleti szélsőértékeit tartalmazza. 

## Franciaország hőmérsékleti rekordjainak listája

### Január
| Január |            |                      |      |            |          |    |
| Nap    | Minimum °C | Helyszín             | Év   | Maximum °C | Helyszín | Év |
| 1.     | -31,0      | Chamonix-Mont-Blanc  | 1905 | --         | --       | -- |
| 2.     | -31,0      | Granges-Sainte-Marie | 1971 | --         | --       | -- |
| 3.     | 35,0       | Mouthe               | 1971 | --         | --       | -- |
| 4.     | -25,6      | Saint-Étienne        | 1971 | --         | --       | -- |
| 5.     | -26,9      | Vichy                | 1971 | --         | --       | -- |
| 6.     | -25,2      | Romilly-sur-Seine    | 1971 | --         | --       | -- |
| 6.     | -25,2      | Troyes               | 1971 | --         | --       | -- |
| 9.     | -25,0      | Nevers               | 1985 | --         | --       | -- |
| 13.    | -30,0      | Morbier              | 1968 | --         | --       | -- |
| 16.    | -25,9      | Luxeuil-les-Bains    | 1966 | --         | --       | -- |
| 17.    | -41,0      | Mouthe               | 1985 | --         | --       | -- |
| 18.    | -25,8      | Limoges              | 1893 | --         | --       | -- |
| 23.    | -26,9      | Ambérieu-en-Bugey    | 1963 | --         | --       | -- |

### Február
| Február |            |                   |      |            |          |    |
| Nap     | Minimum °C | Helyszín          | Év   | Maximum °C | Helyszín | Év |
| 2.      | -25,4      | Luxeuil-les-Bains | 1954 | --         | --       | -- |
| 5.      | -24,0      | Vichy             | 1963 | --         | --       | -- |
| 10.     | -28,0      | Mont Aigoual      | 1956 | --         | --       | -- |
| 14.     | -35,0      | Gelles            | 1929 | --         | --       | -- |
| 21.     | -25,0      | Troyes            | 1956 | --         | --       | -- |

### Június
Az abszolút hőmérsékleti rekord, amelyet valaha az országban mértek 2019. június 28-án született, amikor is 45,9 Celsius-fok volt. A korábbi rekord 44,1 fok volt, melyet 2003-ban jegyeztek fel.
| Június |            |          |    |            |             |      |
| Nap    | Minimum °C | Helyszín | Év | Maximum °C | Helyszín    | Év   |
| 27.    | --         | --       | -- | +42,3      | Grospierres | 2019 |
| 28.    | --         | --       | -- | 46,0       | Verargues   | 2019 |
| 30.    | --         | --       | -- | +43,0      | Léon        | 1968 |

### Július
| Július |            |          |    |            |               |      |
| Nap    | Minimum °C | Helyszín | Év | Maximum °C | Helyszín      | Év   |
| 7.     | --         | --       | -- | 43,9       | Entrecasteaux | 1982 |
| 10.    | --         | --       | -- | +42,3      | Hyères        | 1982 |
| 12.    | --         | --       | -- | +42,7      | Le Cannet     | 1982 |
| 13.    | --         | --       | -- | +43,2      | Broût-Vernet  | 1983 |
| 19.    | --         | --       | -- | +42,8      | Montpellier   | 1904 |
| 23.    | --         | --       | -- | 43,4       | Sartène       | 2009 |
| 25.    | --         | --       | -- | +42,4      | Párizs        | 2019 |
| 26.    | --         | --       | -- | +41,6      | Carpentras    | 1983 |
| 27.    | --         | --       | -- | +42,0      | Bergerac      | 1947 |
| 28.    | --         | --       | -- | 42,6       | Párizs        | 2019 |
| 30.    | --         | --       | -- | +42,5      | Saint-Raphaël | 983  |

A korábban 23-án mért napi rekord +40,7 fok volt, melyet 2003-ban mértek.
A korábbi július 28-ai napi rekordot 1947-ben mérték Párizsban.

### Augusztus
| Augusztus |            |          |    |            |                     |      |
| Nap       | Minimum °C | Helyszín | Év | Maximum °C | Helyszín            | Év   |
| 1.        | --         | --       | -- | +43,7      | Le Blanc            | 1947 |
| 3.        | --         | --       | -- | +41,8      | Figari              | 2017 |
| 4.        | --         | --       | -- | +43,7      | Saint-Andiol        | 2003 |
| 5.        | --         | --       | -- | +42,2      | Le Luc              | 2017 |
| 8.        | --         | --       | -- | +44,0      | Toulouse            | 1923 |
| 9.        | --         | --       | -- | +42,2      | Châteauroux         | 1923 |
| 11.       | --         | --       | -- | +43,1      | Decize              | 2003 |
| 12.       | --         | --       | -- | 44,1       | Conqueyrac          | 2003 |
| 18.       | --         | --       | -- | +42,3      | Montgivray          | 2012 |
| 19.       | --         | --       | -- | +41,5      | Châtillon-sur-Seine | 2012 |
| 21.       | --         | --       | -- | +42,1      | Montclus            | 2012 |

### December
| December |            |                      |      |            |          |    |
| Nap      | Minimum °C | Helyszín             | Év   | Maximum °C | Helyszín | Év |
| 8.       | -30,0      | Nancy                | 1879 | --         | --       | -- |
| 9.       | -26,0      | Gien                 | 1879 | --         | --       | -- |
| 10.      | -37,0      | Saint-Dié-des-Vosges | 1879 | --         | --       | -- |